# Montségur

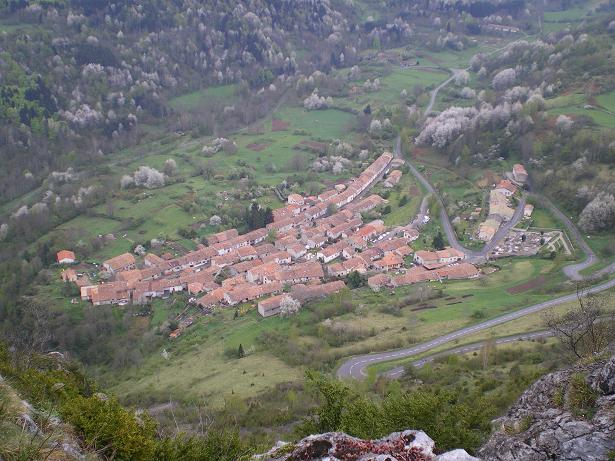
Montsegur, la cittadina vista dal castello

Montségur è un comune francese di 110 abitanti situato nel dipartimento dell'Ariège nella regione dell'Occitania.
È famoso per il castello di Montségur, uno degli ultimi centri di resistenza catara.

## Società

### Evoluzione demografica
Abitanti censiti